# تشارلز هنري تومسون
تشارلز هنري تومسون (بالإنجليزية: Charles Henry Thompson)‏ هو أستاذ جامعي أمريكي، ولد في 19 يوليو 1895 في جاكسون في الولايات المتحدة، وتوفي في 16 يناير 1980 في هايتسفيل في الولايات المتحدة.